# كلود صالحاني
كلود صالحاني محلل سياسي أمريكي متخصص بالشرق الأوسط وأواسط آسيا والإرهاب. وكان كذلك محرر الميدل إيست تايمز. غطَّى خلال حياته العديد من الأحداث البارزة في تاريخ الوطن العربي والعالم الإسلامي، من شاكلة: أيلول الأسود، والحرب الأهلية اللبنانية، والغزو التركي لقبرص، وثورة ظفار، وحرب الخليج الأولى، والثورة الإسلامية في إيران، وحرب الخليج الثانية، وسقوط جدار برلين، وغير ذلك.